# 佐川警察署
佐川警察署（さかわけいさつしょ）は、高知県警察が管轄する警察署の一つ。

## 所在地
- 高知県高岡郡佐川町丙3555番地

## 管轄区域
- 高岡郡佐川町・越知町
- 吾川郡仁淀川町

## 沿革
- 1878年(明治11年)6月5日 - 須崎警察署佐川分署が設置される[1]。
- 1881年(明治14年)1月1日 - 佐川警察署に昇格[1]。
- 1883年(明治16年)8月3日 - 須崎警察署佐川分署に降格[1]。
- 1922年(大正11年)8月15日 - 佐川警察署に昇格[1]。
- 1948年(昭和23年)2月1日 - 国家地方警察高知県本部に移管され、高吾地区警察署に改称[1]。
- 1952年(昭和27年)1月1日 - 佐川地区警察署に改称[1]。
- 1954年(昭和29年)7月1日 - 高知県警察に移管され、高知県佐川警察署に改称[1]。

## 組織
- 警務課
- 会計庶務課
- 刑事生活安全課
- 地域課
- 交通課
- 警備課

## 駐在所
- 佐川町
  - 斗賀野駐在所 - 高岡郡佐川町中組86番地2
- 越知町
  - 越知駐在所 - 高岡郡越知町越知甲2256番地3
- 仁淀川町
  - 大崎駐在所 - 吾川郡仁淀川町大崎210番地
  - 池川駐在所 - 吾川郡仁淀川町北浦516番地3
  - 名野川駐在所 - 吾川郡仁淀川町名野川423番地2
  - 仁淀駐在所 - 吾川郡仁淀川町森2555番地1

## 周辺
- 高知県立佐川高等学校
- 佐川町立佐川小学校

## アクセス
- JR土讃線西佐川駅下車